# Sunbury, Pennsylvania
Sunbury là một thành phố thuộc quận Northumberland, tiểu bang Pennsylvania, Hoa Kỳ. Năm 2010, dân số của xã này là 9905 người.